# Bienstädt
Bienstädt település Németországban, azon belül Türingiában. Lakosainak száma 658 fő (2023. december 31.).

## Népesség
A település népességének változása:
| Lakosok száma | 660  | 657  | 661  | 663  | 658  |
|               | 2017 | 2019 | 2021 | 2022 | 2023 |